# Scaphoideus multangulus
Scaphoideus multangulus är en insektsart som beskrevs av Barnett 1979. Scaphoideus multangulus ingår i släktet Scaphoideus och familjen dvärgstritar. Inga underarter finns listade i Catalogue of Life.